# Gaetano Melzi

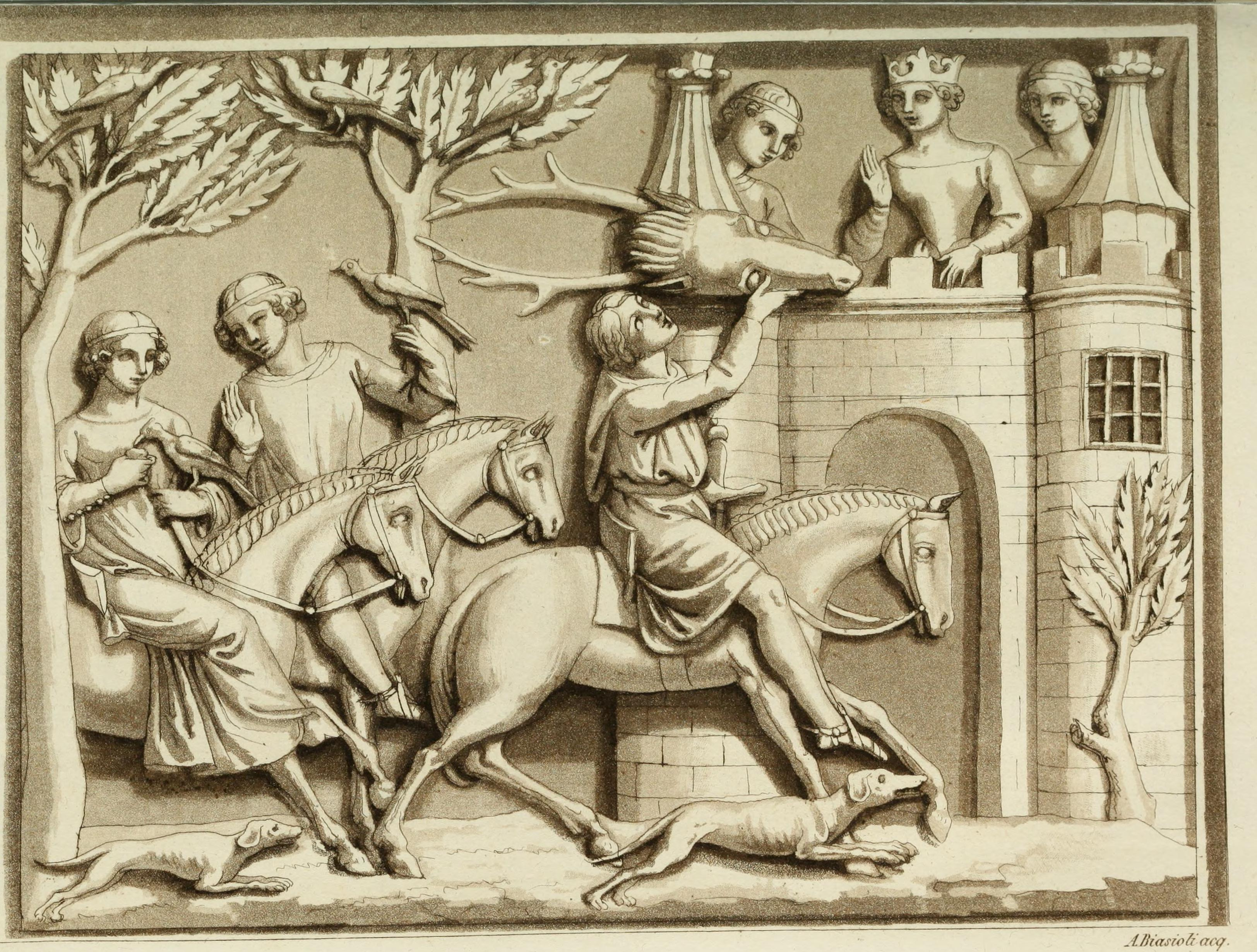
Storia ed analisi degli antichi romanzi di cavalleria e dei poemi romanzeschi d'Italia

Gaetano Melzi (Milano, 28 dicembre 1783 – Milano, 9 settembre 1851) è stato un bibliografo e bibliofilo italiano.

## Biografia
Figlio di Giuseppe dei Melzi Malingegni e di Teresa dei conti Prata, fu educato nel collegio dei Nobili di Parma, dove conobbe il gesuita Juan Andrés, autore del celebre Dell'origine, progressi e stato attuale d'ogni letteratura.
La sua carriera di bibliofilo iniziò con la raccolta di incunaboli e di classici greci e latini che poi furono dispersi e venduti a biblioteche, quali la Biblioteca Nazionale Braidense, o a privati. La parte acquistata da Frank Hall Standish, un ricco collezionista inglese, comprendente 3500 volumi rari e 250 incunaboli, passò successivamente a Luigi Filippo di Francia, al figlio Enrico d'Orléans, duca d'Aumale, e dopo la morte di costui entrò a far parte del Museo Condé a Chantilly.
Gaetano Melzi realizzò successivamente due opere che sono diventate un indispensabile strumento di lavoro per i bibliotecari: la "Bibliografia dei romanzi e Poemi cavallereschi italiani", e i tre volumi del "Dizionario di opere anonime e pseudonime di scrittori italiani" , opera di estrema importanza per l'identificazione delle opere anonime del passato. La sua biblioteca, di oltre 30.000 volumi, ereditata negli anni trenta del '900 dai Meli-Lupi di Soragna, fu quindi a poco a poco smembrata.
Gaetano Melzi fu anche un appassionato musicofilo: fu in corrispondenza con numerosi musicisti del suo tempo (Rossini, Donizetti, Verdi, ecc.), e lasciò un voluminoso carteggio, di notevole interesse, custodito attualmente al Museo Teatrale alla Scala di Milano.